# Malalaï Kakar
Malalaï Kakar (1967 - 28 septembre 2008) est la femme officier de police et l'une des personnalités féminines les plus connues de l'Afghanistan contemporain. Elle a dirigé le département des crimes contre les femmes de la ville de Kandahar, avec le grade de lieutenant-colonel.
Dans une province qui fut le berceau de l'islamisme afghan, elle était respectée pour son courage.
Aux yeux de son pays et du monde, elle était devenue une incarnation du combat des Afghanes pour leurs droits.
Elle a été assassinée  par les talibans le 28 septembre 2008, à Kandahar, devant son domicile. Âgée d'environ quarante ans au moment de sa mort, Malalaï Kakar avait eu six enfants, dont un fils de dix-huit ans grièvement blessé au cours de l'attentat.
Malalaï Kakar est l'une des victimes emblématiques, comme Safia Amajan et Sitara Achakzaï, d'un terrorisme taliban qui vise à éliminer les femmes de l’espace public, en Afghanistan et au Pakistan.

## Biographie
Née dans une famille pachtoune, Kakar est la petite-fille d'un chef de tribu.
Son père, Gul Mohammed Kakar, officier de police dans la province de Kandahar, la pousse à suivre ses traces, à l'égal de ses cinq frères. Elle s'engage dans la police dès l'âge de quinze ans et devient la première femme diplômée de l'école de police de Kandahar.
Dès cette époque, Kakar se rend célèbre pour les dangereuses missions qu'elle accomplit, armée sous la burqa d'un pistolet ou d'une kalachnikov. Sa renommée s'établit définitivement à partir d'une opération au cours de laquelle elle tue à elle seule trois criminels poursuivis. Elle sera dorénavant prénommée « Malalaï », en référence à une héroïne des combats contre les Britanniques dans les années 1880.
En 1994, Malalaï s'enfuit de Kandahar lorsque la ville tombe aux mains des talibans, deux ans avant leur conquête de Kaboul.
Exilée au Pakistan, elle y rencontre son futur mari, fonctionnaire de l'ONU. La chute du régime taliban en 2001 lui permet de revenir à Kandahar où elle reprend sa carrière. Devenue officier, elle est placée à la tête du département des crimes contre les femmes. Première  et longtemps seule policière en fonction dans la ville, elle s'attache tout particulièrement au recrutement d'autres femmes : l'objectif a une portée bien plus que symbolique dans un contexte où les traditions ne permettent pas à un homme d'interroger une femme sans la présence d'un parent masculin.
Dans la lutte contre les violences domestiques, l'un des exploits de Malalaï Kakar est la libération d'Anar Gul, une épouse maltraitée par son mari opiomane : à l'issue de l'enquête, la jeune femme est retrouvée dans un état de profonde déchéance physique, enfermée dans une cave où elle se nourrissait des restes de la famille. Malalaï, bien que surtout connue pour ses actions contre les maris tortionnaires, n'hésite pas non plus à s'attaquer aux voleuses et aux criminelles, aux rangs desquels elle compte sans état d'âme les femmes adultères.
À côté de ses enquêtes, elle participe activement aux recherches des caches de talibans : en effet, seule une policière peut s'entretenir avec les villageoises dans un pays où, selon la tradition, les hommes n'ont pas le droit de pénétrer dans les quartiers des femmes à l'intérieur des habitations et encore moins celui de vérifier qui et ce que peut dissimuler une burqa.
Malalaï Kakar opérait presque toujours sous le couvert du vêtement traditionnel. « Personne ne me force à porter la burqa, ni mon mari ni la police, expliquait-elle. Mais moi, je préfère sortir ainsi. C'est très pratique et puis, à Kandahar, une femme bien ne se montre jamais en public sans burqa ni tchador. C'est dans notre culture. Tout le monde se moquerait de mon mari. Je portais la burqa avant l'arrivée des talibans, je continue de la porter pour nous protéger, ma famille et moi-même. »
Toutefois depuis mi-2005 elle avait cessé de la porter devant ses collègues de travail, afin de « montrer aux femmes leurs droits. »
Se conformant à une autre tradition, Malalaï Kakar sortait toujours escortée de son plus jeune frère, « Toryalai ». De fait, le chaperon, armé lui aussi d'une kalachnikov, faisait fonction de garde du corps pour sa grande sœur qui recevait régulièrement des menaces de mort.
Mais les changements systématiques d'itinéraires et toutes les précautions prises n'ont pu finalement empêcher les deux tueurs à moto envoyés par les talibans de l'atteindre, le matin du dimanche 28 septembre, sur le seuil de son domicile.

## Documentaire
- (en) Malalai, documentaire de 42 minutes tourné en 2005, en ligne (aperçu) sur http://journeyman.booserver.com